# 赵德强
趙德強（1976年1月8日—）是緬甸撣邦果敢自治區的一名政治人物。曾任果敢自治區第二任主席。
趙德強於1976年1月8日:317出生於果敢慕泰鄉，為初中學歷:317。其父趙其元曾任果敢縣長，是彭家聲的舊部。其姑父劉國璽曾任撣邦第一特區（今果敢自治區）秘書長。趙德強曾任紅星區副區長、區長:315、果敢軍事管理顧問委員會委員等職。2009年9月，被撣邦第一特區臨管會任命為教育管理委員會委員:268。2010年6月10日，任联邦巩固与发展党拱掌區黨委書記:285。11月7日當選撣邦議會議員:347-348。2011年3月30日果敢自治區成立後，任第一屆領導委員會委員:316。2016年4月5日就任果敢自治區領導委員會主席，白應能、魏懷仁（魏三）及緬甸軍方代表昂凱溫中校擔任果敢自治區領導委員會常務委員，劉正祥、滕紹文、金岩果（崩龍族代表）、昂紀登（緬族代表）擔任果敢自治區領導委員會委員。任內，他於2018年宣佈將每年的陽曆9月24日定為「果敢民族日」。
在2020年緬甸議會選舉中，他代表老街鎮區當選缅甸人民院議員。
2021年2月3日卸任果敢自治區主席職務，由李正福接任。